# Imraguen
Os Imraguen são uma etnia com carácter tribal que habita a faixa costeira da Mauritânia e do Sahara Ocidental. Na década de 1970, a população pertencente ao grupo étnico foi estimada em 5 000 pessoas, a maior parte das quais em comunidades piscatórias no Parque Nacional do Banco de Arguim, na costa atlântica da Mauritânia. O nome "imraguen" é uma palavra berbere que significa "pescador".
O grupo aparenta ter origem no grupo Mandé dos povos da família linguística Níger-Congo, acreditando-se que descenda dos antigos bafures. A etnia segue a religião muçulmana do rito sunita maliquita, falando, em geral, a língua hassania, apesar de terem preservado elementos da língua soninquê, reflectindo a sua herança nigero-congolesa.
Sem força militar própria, o grupo esteve tradicionalmente reduzido à posição degradante de pertencer à casta inferior da sociedade mauritana, os znaga, submetidos pela força e sujeitos ao pagamento de tributos (horma) às tribos mais poderosas dos povos haçanes e zauias, tais como os Oulad Delim e Ouled Bou Sbaa.